# Équipe d'Uruguay de football à la Copa América 1942
L'équipe d'Uruguay de football participe à sa 16e Copa América lors de cette édition 1942 qui se tient à Montevideo en Uruguay du 10 janvier au 7 février 1942.

## Résultats

### Classement final
Les sept équipes participantes sont réunies au sein d'une poule unique où chaque formation rencontre une fois ses adversaires. À l'issue des rencontres, l'équipe classée première remporte la compétition.
|   | Équipe    | Pts | J | G | N | P | BP | BC | Diff |
| - | --------- | --- | - | - | - | - | -- | -- | ---- |
| 1 | Uruguay   | 12  | 6 | 6 | 0 | 0 | 21 | 2  | +19  |
| 2 | Argentine | 10  | 6 | 5 | 0 | 1 | 21 | 6  | +15  |
| 3 | Brésil    | 7   | 6 | 3 | 1 | 2 | 15 | 7  | +8   |
| 4 | Paraguay  | 6   | 6 | 2 | 2 | 2 | 11 | 10 | +1   |
| 5 | Pérou     | 4   | 6 | 1 | 2 | 3 | 5  | 10 | -5   |
| 6 | Chili     | 3   | 6 | 1 | 1 | 4 | 4  | 15 | -11  |
| 7 | Équateur  | 0   | 6 | 0 | 0 | 6 | 4  | 31 | -27  |

| 10 janvier  | Uruguay | 6 | 1 | Chili     |
| 18 janvier  | Uruguay | 7 | 0 | Équateur  |
| 24 janvier  | Uruguay | 1 | 0 | Brésil    |
| 28 janvier  | Uruguay | 3 | 1 | Paraguay  |
| 1er février | Uruguay | 3 | 0 | Pérou     |
| 7 février   | Uruguay | 1 | 0 | Argentine |

### Matchs
| 10 janvier 1942 | Uruguay                                                                      | 6 – 1 | Chili         | Stade Centenario (Montevideo)                          |                                                        |
| | L. E. Castro 7e, 76e · O. Varela 12e · Ciocca 15e · Zapirain 37e · Porta 54e | (4 - 1) | Contreras 1re | Spectateurs : 40 000 Arbitrage : José Bartolomé Macías | Spectateurs : 40 000 Arbitrage : José Bartolomé Macías |
| Paz - Bermúdez, Muñiz - Rodríguez, O. Varela ( 81e González), Gambetta - L. E. Castro, S. Varela ( 76e Chirimini), Ciocca, Porta, Zapirain | Équipes                                                                      | Ibáñez ( Fernández) - Roa ( C. Arancibia), Salfate - Las Heras, Medina, Pastene - Armingol, Casanova ( M. Arancibia), Contreras, Domínguez, Torres |               | Spectateurs : 40 000 Arbitrage : José Bartolomé Macías | Spectateurs : 40 000 Arbitrage : José Bartolomé Macías |

| 18 janvier 1942 | Uruguay                                                                | 7 – 0 | Équateur | Stade Centenario (Montevideo)                           |                                                         |
| | Zapirain 1re · Gambetta 13e · S. Varela 16e, 24e, 29e · Porta 23e, 42e | (7 - 0) |          | Spectateurs : 45 000 Arbitrage : Marcos Gerinaldo Rojas | Spectateurs : 45 000 Arbitrage : Marcos Gerinaldo Rojas |
| Paz - Bermúdez, Muñiz - Rodríguez, O. Varela ( 65e González), Gambetta - L. E. Castro ( 46e E. Castro), S. Varela ( 80e Chirimini), Ciocca, Porta, Zapirain | Équipes                                                                | Medina ( Vásquez) - Hungría, Ronquillo - Merino ( Sempértegui), Zambrano, L. Mendoza - Alvarez, Jiménez, Herrera, Alcívar, Acevedo |          | Spectateurs : 45 000 Arbitrage : Marcos Gerinaldo Rojas | Spectateurs : 45 000 Arbitrage : Marcos Gerinaldo Rojas |

| 24 janvier 1942                                                                                         | Uruguay       | 1 – 0 | Brésil | Stade Centenario (Montevideo)                           |                                                         |
| | S. Varela 32e | (1 - 0) |        | Spectateurs : 55 000 Arbitrage : Marcos Gerinaldo Rojas | Spectateurs : 55 000 Arbitrage : Marcos Gerinaldo Rojas |
| Paz - Romero, Muñiz - Rodríguez, O. Varela, Gambetta - L. E. Castro, S. Varela, Ciocca, Porta, Zapirain | Équipes       | Cajú - Domingos da Guia, Osvaldo - Afonsinho, Brandão, Dino II ( 44e Argemiro) - Amorim, Servílio, Pirilo, Tim, Patesko |        | Spectateurs : 55 000 Arbitrage : Marcos Gerinaldo Rojas | Spectateurs : 55 000 Arbitrage : Marcos Gerinaldo Rojas |

| 28 janvier 1942                                                                                           | Uruguay                               | 3 – 1 | Paraguay    | Stade Centenario (Montevideo)                   |                                                 |
| | S. Varela 9e · Porta 26e · Ciocca 65e | (2 - 0) | Barrios 58e | Spectateurs : 40 000 Arbitrage : Enrique Cuenca | Spectateurs : 40 000 Arbitrage : Enrique Cuenca |
| Paz - Bermúdez, Muñiz - Rodríguez, O. Varela, Gambetta - L. E. Castro, S. Varela, Ciocca, Porta, Zapirain | Équipes                               | Ríos - Benítez, Acosta ( Carballo) - Benegas, Ortega, Escobar - Barrios, I. Romero, Mello, Sánchez ( Villalba), Ibarrola |             | Spectateurs : 40 000 Arbitrage : Enrique Cuenca | Spectateurs : 40 000 Arbitrage : Enrique Cuenca |

| 1er février 1942 | Uruguay                                      | 3 – 0 | Pérou | Stade Centenario (Montevideo)                          |                                                        |
| | Chirimini 47e · L. E. Castro 54e · Porta 77e | (0 - 0) |       | Spectateurs : 40 000 Arbitrage : José Bartolomé Macías | Spectateurs : 40 000 Arbitrage : José Bartolomé Macías |
| Paz - Romero, Muñiz - Rodríguez, O. Varela ( 75e Galvalisi), Gambetta - L. E. Castro, S. Varela ( 20e Chirimini), Ciocca, Porta, Zapirain | Équipes                                      | Honores - Quispe, Perales - T. Guzmán, Pasache, Lobatón - Quiñónez, Morales, Fernández ( Magallanes), L. Guzmán ( Zegarra), Hurtado ( Magán) |       | Spectateurs : 40 000 Arbitrage : José Bartolomé Macías | Spectateurs : 40 000 Arbitrage : José Bartolomé Macías |

| 7 février 1942 | Uruguay      | 1 – 0 | Argentine | Stade Centenario (Montevideo)                           |                                                         |
| | Zapirain 57e | (0 - 0) |           | Spectateurs : 70 000 Arbitrage : Marcos Gerinaldo Rojas | Spectateurs : 70 000 Arbitrage : Marcos Gerinaldo Rojas |
| Paz - Romero, Muñiz - Rodríguez, O. Varela, Gambetta - L. E. Castro, S. Varela ( 21e Chirimini ( 84e Correa)), Ciocca, Porta, Zapirain | Équipes      | Gualco - Salomón, Valussi ( 31e Montañés) - Esperón, Perucca, Ramos - Heredia ( 72e Pedernera), Sandoval, Masantonio, Moreno, García ( 65e Ferreyra) |           | Spectateurs : 70 000 Arbitrage : Marcos Gerinaldo Rojas | Spectateurs : 70 000 Arbitrage : Marcos Gerinaldo Rojas |

| Copa América 1942 - Vainqueur Uruguay 8e titre |